# Holzhafenklappbrücke

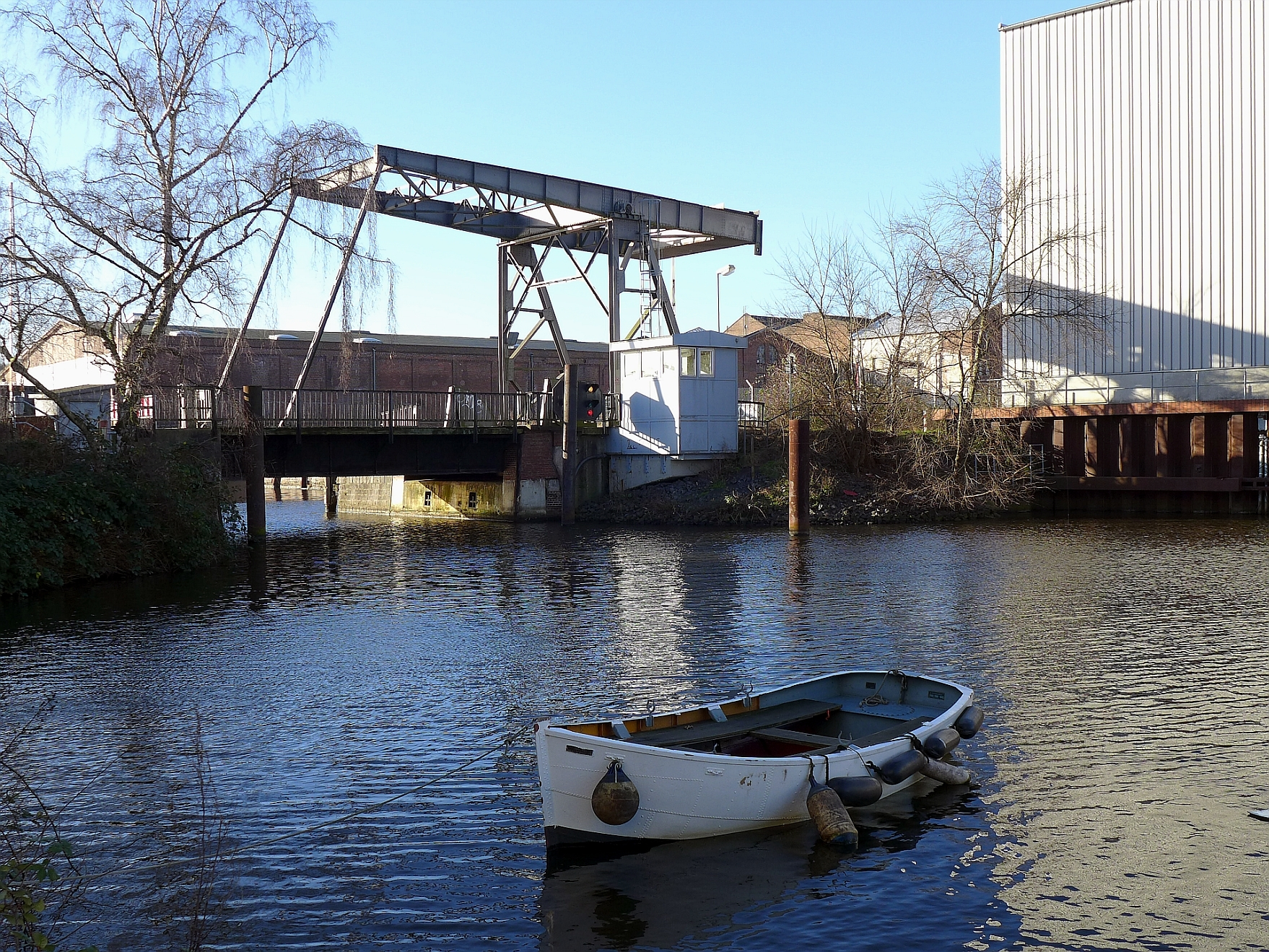
Die Holzhafenkanalklappbrücke an der Scheide Lotsekanal und Harburger Holzhafen

Die Holzhafenklappbrücke (auch Holzhafenkanalklappbrücke oder Holzhafen-Klappbrücke) ist eine Waagebalken-Klappbrücke im Hamburger Stadtteil Harburg.

## Geschichte
Die Klappbrücke wurde von 1929 bis 1930 erbaut und 1930 in Betrieb genommen. Sie wurde nach Art der Holländerbrücke mit ihrem hoch angebrachten Gegengewicht erbaut. Die Klappseite befindet sich westlich und die Aufsetzseite östlich des Kanals. Ihre Spannweite beträgt 11,88 m. Ein Brand hat 2014 die Brücke für Fahrzeuge unpassierbar gemacht. Seit 2023 ist die Brücke auch für Fußgänger und Radfahrer gesperrt. Eine Sanierung ist ab 2024 geplant.

## Lage
Die Holzhafenklappbrücke befindet sich im Harburger Binnenhafen und überbrückt die Einfahrt zum Harburger Holzhafen. Sie verbindet die Konsul-Ritter-Straße mit dem Lotsekai und führt auf die Harburger Schlossinsel.

## Denkmalschutz
Die Holzhafenklappbrücke ist ein geschütztes Baudenkmal. Sie befindet sich in einem als Ensemble des Harburger Binnenhafens denkmalgeschützten Bereich.